# Ferula rechingeri
Ferula rechingeri är en flockblommig växtart som beskrevs av David Franklin Chamberlain. Ferula rechingeri ingår i släktet stinkflokesläktet, och familjen flockblommiga växter. Inga underarter finns listade i Catalogue of Life.